# Hyblaea-Klasse
Die Hyblaea-Klasse (englisch Hyblaea class) ist eine mit einem Notnamen bezeichnete Klasse kleiner schwarzfiguriger Halsamphoren, die etwa 540 bis 520 produziert wurden. Benannt ist die Klasse nach einer Vase aus Megara Hyblaea auf Sizilien.
Lange Zeit wurde die Klasse nach Attika verortet. Tonanalysen durch Emissions-Spektrographie zwangen jedoch zu einer Neubewertung. Heute geht man davon aus, dass die Vasen der Gruppe nach Sizilien zu lokalisiert sind, möglicherweise von einer nach dort gezogenen attischen Werkstatt produziert. 